# Myadestes
Myadestes és un gènere d'aus de la família dels túrdids (Turdidae). Aquests ocells habiten principalment a Amèrica, incloent algunes illes del Carib i les illes Hawaii. Algunes espècies hawaianes es van extingir en època històrica.

## Taxonomia i etimologia
El gènere Myadestes va ser descrit el 1838 pel naturalista anglès William Swainson per incloure una sola espècie, el solitari groja-rogenc que, per tant, és l'espècie tipus del gènere.
El nom del gènere combina les paraules del grec antic «mua» que significa “mosca” i «edestēs» que significa “menjador”.
Segons la classificació del IOC (versió 15.1, 2025) hom distingeix 13 espècies dues d'elles ja extintes:
- Myadestes occidentalis - solitari dorsibrú.
- Myadestes unicolor - solitari unicolor.
- Myadestes townsendi - solitari de Townsend.
- Myadestes myadestinus - solitari kamao.†(Large Kauai thrush, 1987)[6][7]
- Myadestes woahensis - solitari amaui.†(1850)[8]
- Myadestes lanaiensis - solitari olomao.
- Myadestes obscurus - solitari omao.
- Myadestes palmeri - solitari puaïohi.
- Myadestes elisabeth - solitari de Cuba.
- Myadestes genibarbis - solitari gorja-rogenc.
- Myadestes melanops - solitari caranegre.
- Myadestes coloratus - solitari variable.
- Myadestes ralloides - solitari andí.